# Wulst (Architektur)
Ein Wulst (Stab, Rundstab, Dreiviertelstab) ist in der historischen Architektur eine Gestaltungsform von profilierten Gesimsen und Friesen sowie in der antiken Architektur der Torus an attischen Säulenbasen.

## Gestaltung und Funktion
Wülste sind Architekturelemente mit profiliertem halb- oder dreiviertelrunden Querschnitt.
Horizontal verlaufende Wülste werden als Gesimse bezeichnet, im Festungsbau als Kordonstein. Wenn das horizontale Wulstprofil vertikal um Fassadenteile herum verkröpft wird, ist der begriffliche Übergang vom Gesims zum Wulstprofil unscharf. Auch im Zusammenhang mit Archivolten ist in Architekturbeschreibungen bei Stab- und Rundprofilen häufig von Wülsten die Rede.
Wülste haben im Gegensatz zu den – auch das Regenwasser vom Baukörper fernhaltenden – Gesimsen oft keinerlei baulich-konstruktive Funktion; sie werden in der Regel als gliedernde, d. h. eine Fassaden optisch auflockernde, oder aber als rahmende Architekturelemente eingesetzt.
Die nach außen vorgewölbten Teile von attischen Säulenbasen oder unterhalb von Kapitellen werden als Torus bezeichnet.

## Geschichte
In der Antike sind Wülste eher selten (außer beim Echinus des dorischen Kapitells und beim Torus an der attischen Basis). Eine Blütezeit erlebten Wulstprofile in der Stilepoche der Romanik. In der Gotik, der Renaissance und im Barock verschwinden sie weitgehend um in der Architektur der Neoromanik des 19. Jahrhunderts erneut verwendet zu werden.

Galerie
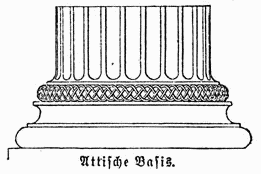
Attische Basis mit zwei Torus-Wulstprofilen
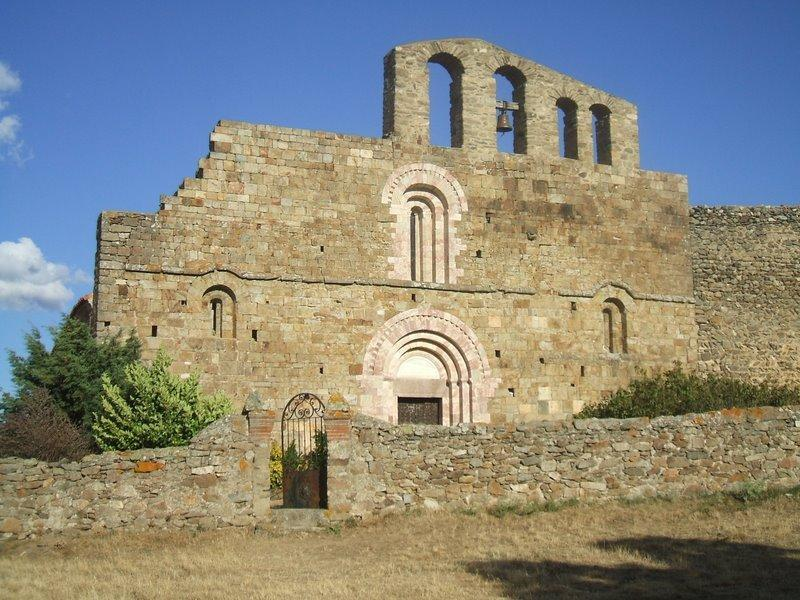
Durch Wülste verkröpfte Fassadenfenster
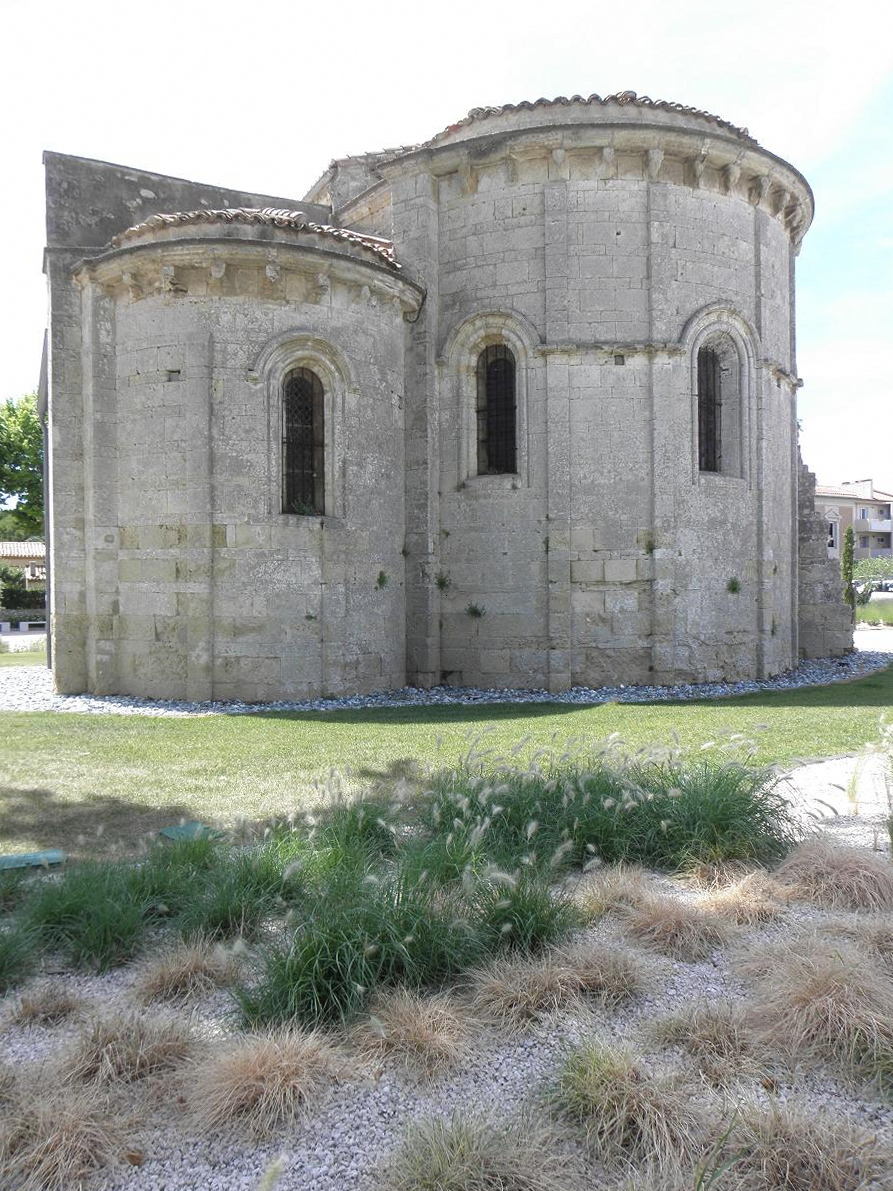
Durch Wülste betonte Apsisfenster
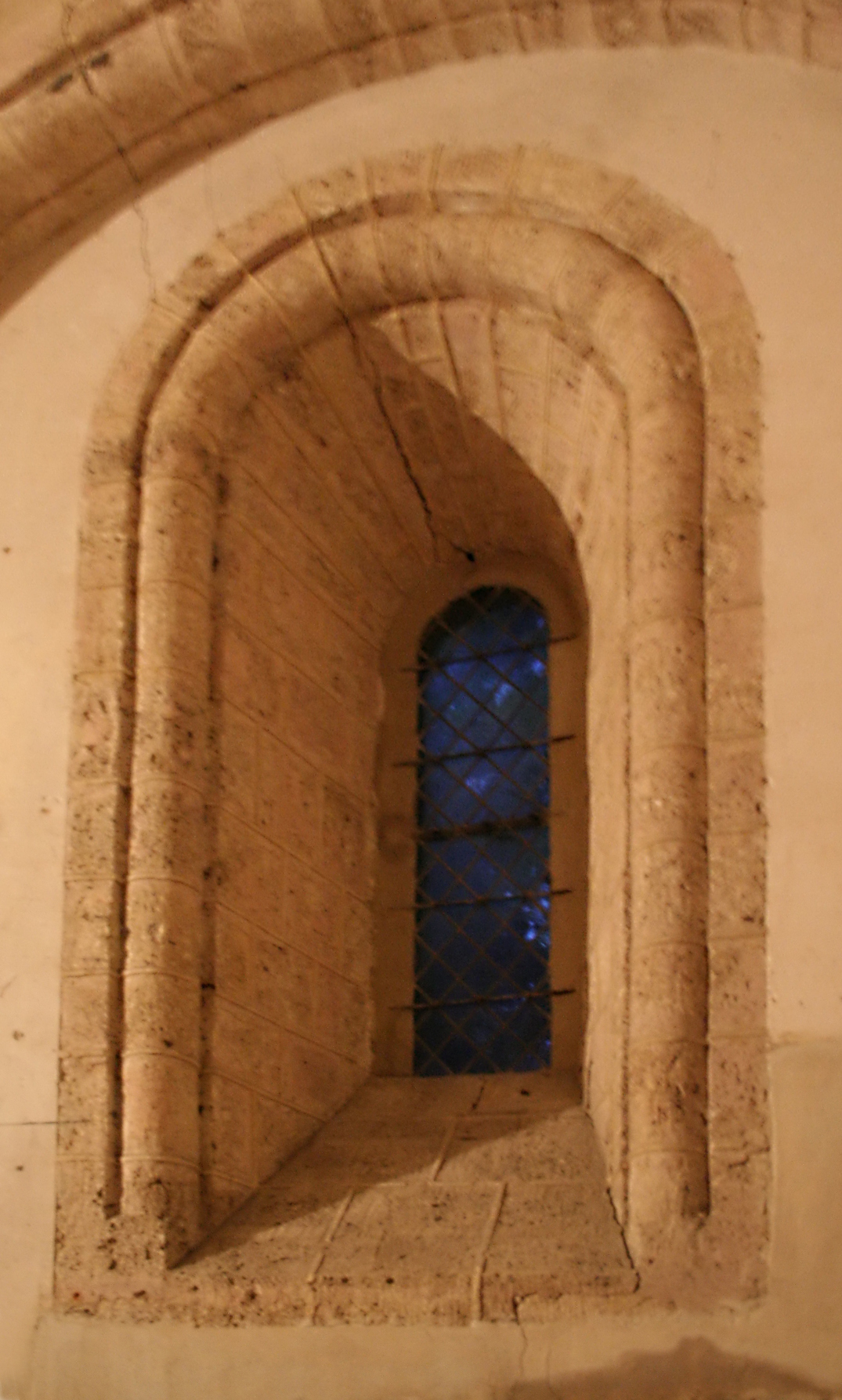
Apsisfenster mit Wulstrahmung als Dreiviertelstab
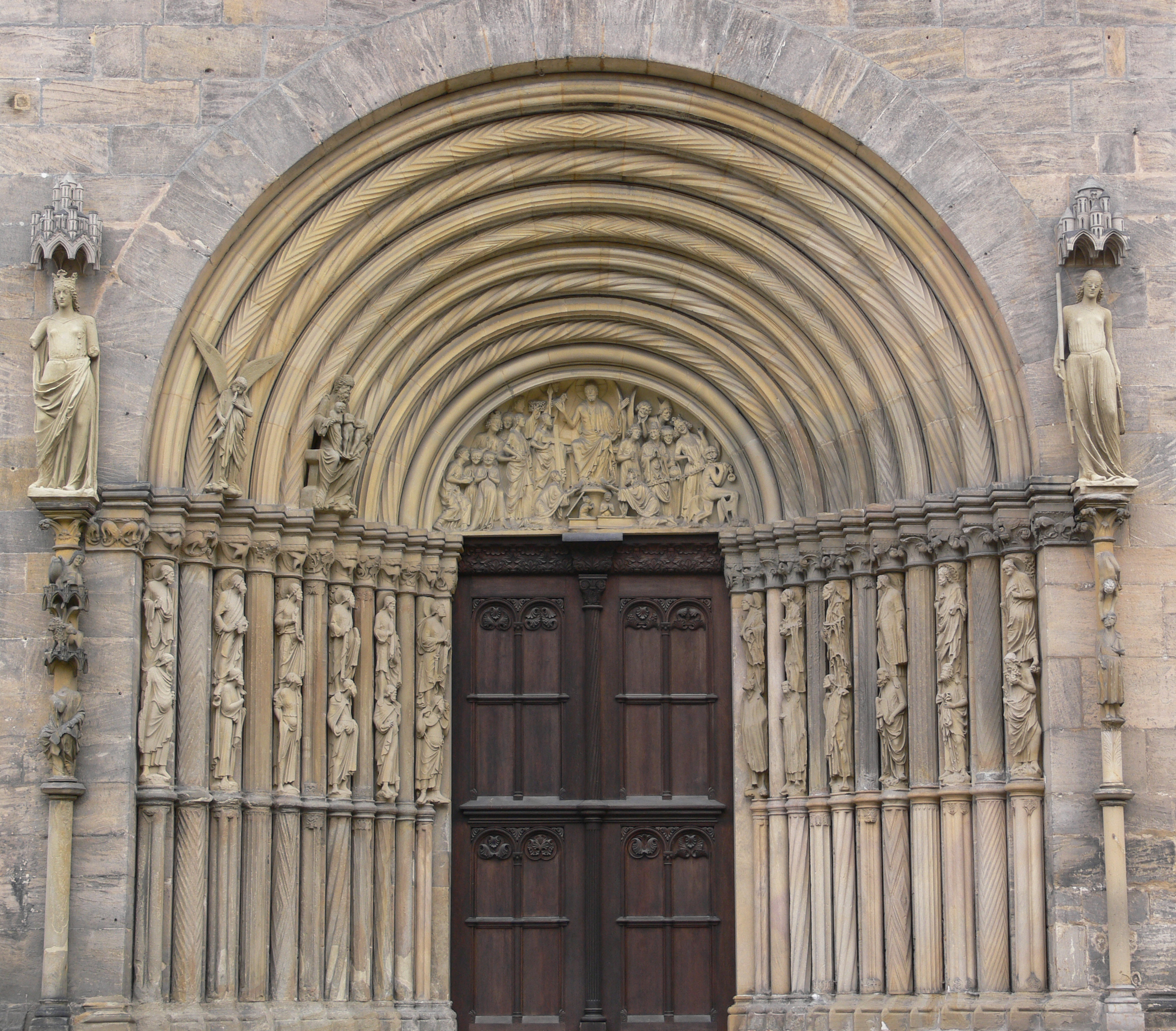
Wulstförmige Archivolten um das Tympanon des Fürstenportals am Bamberger Dom
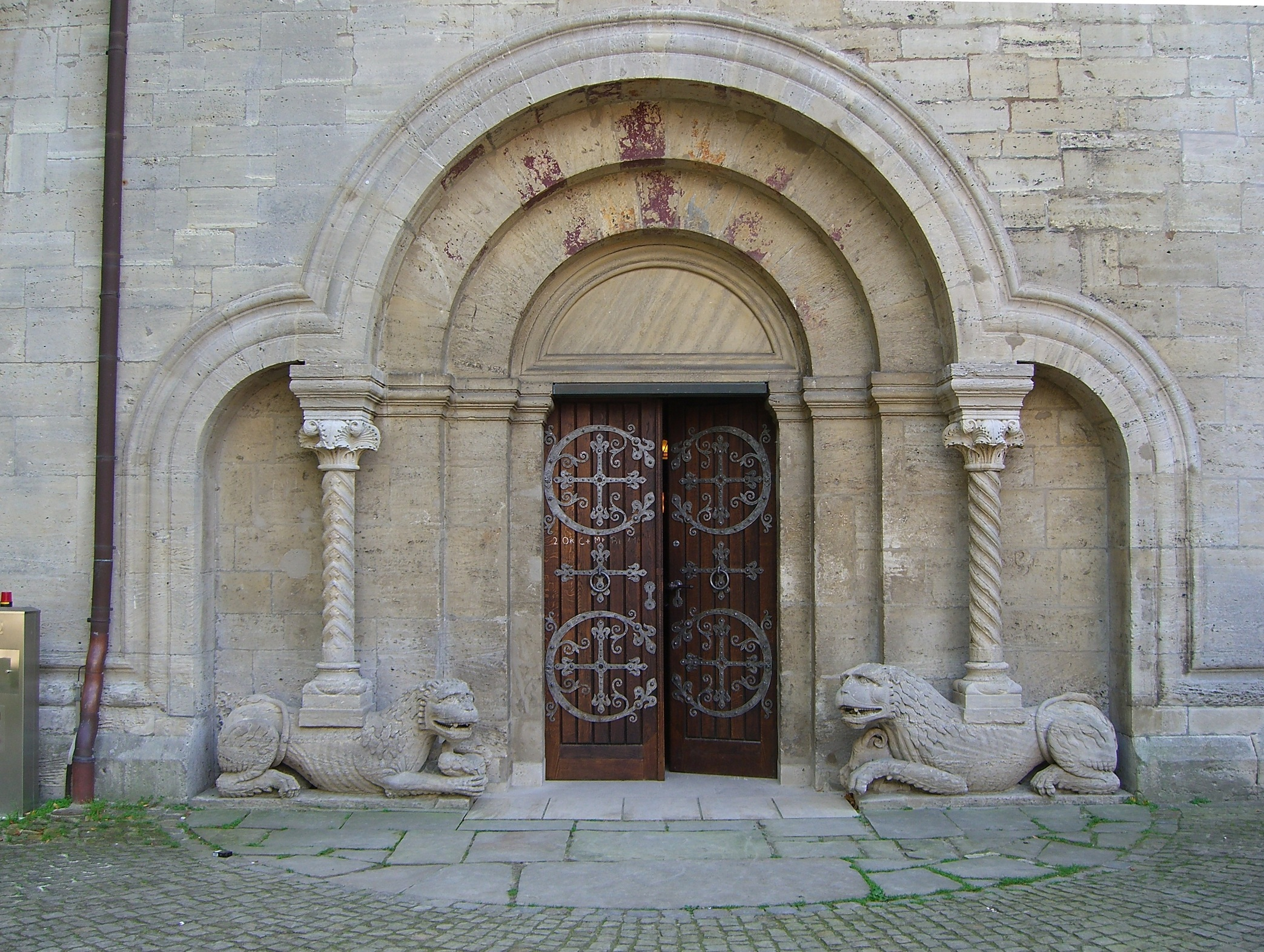
Verkröpfter Sockelwulst und Bogenwulst über dem Löwenportal des Kaiserdoms Königslutter
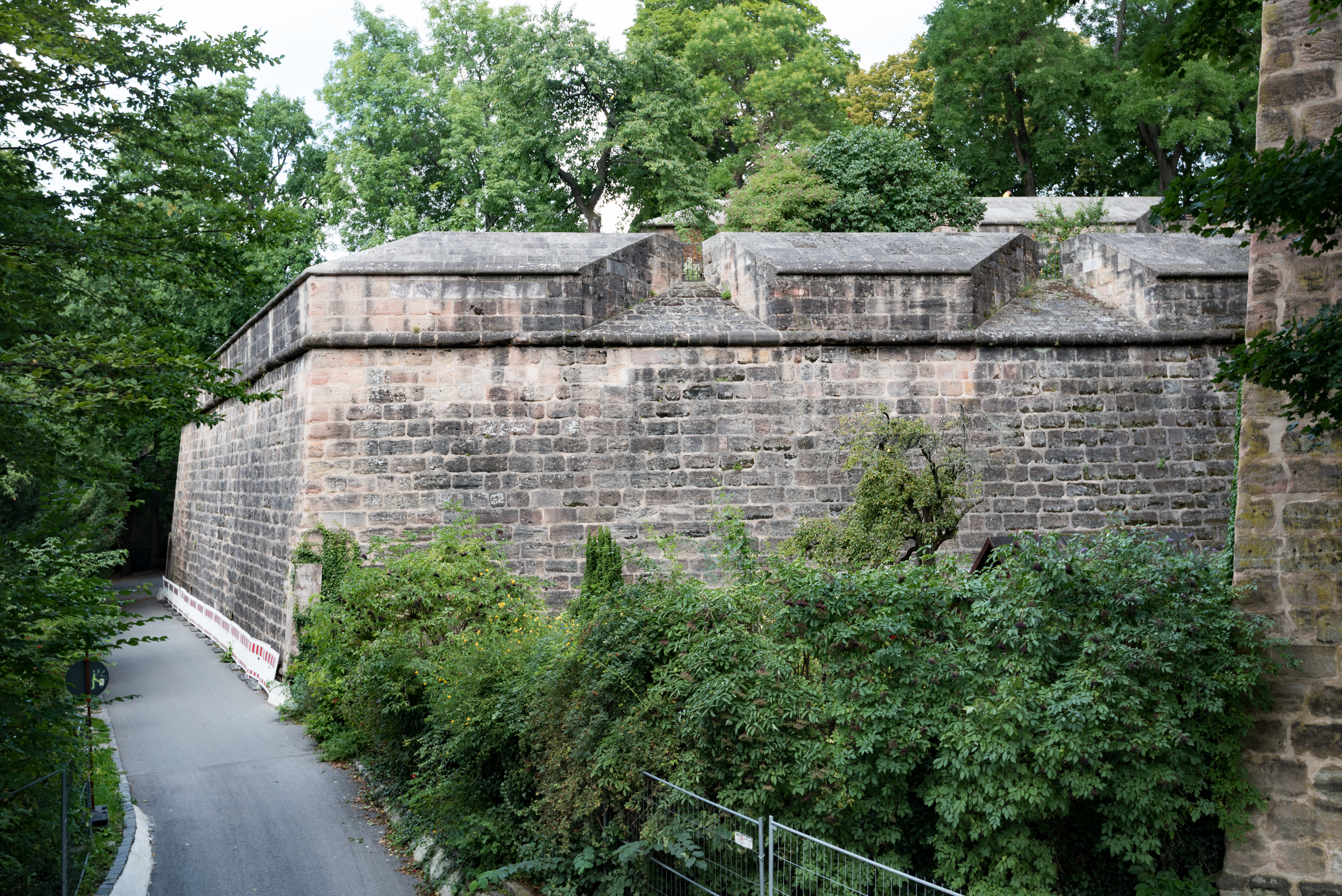
Kordonstein als Wulstprofil im Festungsbau (Burgbastei Nürnberg)

## Begriffsabgrenzung
Der Begriff Wulst wird im Bauwesen auch für andere Arten von wulstigen Erscheinungen verwendet, so etwa beim Krempziegel oder beim Zinkdach.